# Taurasi rosso riserva
Il Taurasi rosso riserva è un vino DOCG la cui produzione è consentita in alcuni comuni della provincia di Avellino.

## Zona di produzione
Vedi: Taurasi DOCG

## Vitigni con cui è consentito produrlo
- Aglianico minimo 85%
- altri vitigni a bacca rossa idonei alla coltivazione per la provincia di Avellino fino ad un massimo del 5%[1]

## Tecniche di produzione
Sono esclusi qli impianti su terreni di fondovalle, umidi e non sufficientemente soleggiati
È vietata ogni pratica di forzatura.
Tutte le operazioni di vinificazione debbono essere effettuate nella provincia di Avellino.
È richiesto un periodo di invecchiamento di almeno quattro anni di cui almeno diciotto mesi in botte a partire dal 1º dicembre dell'anno di vendemmia.

## Caratteristiche organolettiche
- colore: rubino intenso, tendente al granato fino ad acquistare riflessi arancioni con l'invecchiamento;
- odore: caratteristico, etereo, gradevole più o meno intenso;
- sapore: asciutto, pieno, armonico, equilibrato, con retrogusto persistente;
- acidità totale minima: 5,0 g/l;[1]

## Informazioni sulla zona geografica
Vedi: Taurasi DOCG

## Storia
Vedi: Taurasi DOCG
Precedentemente l'attuale disciplinare DOCG era stato:
- Approvato DOC con DPR 26.03.1970
- Approvato DOCG con DM 11.03.1993 G.U. 72 - 27.03.1993

## Produzione
Provincia, stagione, volume in ettolitri